# Predrag Pašić
Predrag Pašić, né le 18 octobre 1958 à Sarajevo, était un footballeur international yougoslave. Il évoluait au poste de milieu de terrain.
Il est le beau père du footballeur Ivan Tatomirović (en).

## Biographie

### Carrière en sélection
Le 21 novembre 1981, il inscrit son premier but avec la Yougoslavie face au Luxembourg, pour les tours préliminaires à la Coupe du monde 1982 (victoire 5-0 à Novi Sad).